# Espérantophone natif
Un espérantophone natif (« desnaska esperantisto  » ou « desnaskulo  » en espéranto) est un locuteur natif de l’espéranto, c’est-à-dire que l'espéranto est sa Langue maternelle.

## Histoire

### Origine
Le premier exemple connu de locuteur natif date de 1919,. Toutefois, pour Renato Corsetti, il est probable qu’il y ait eu des locuteurs natifs avant cette date, l’espéranto ayant été créé en 1887. Dans les rapports annuels produits par l’Association universelle d'espéranto, au chapitre sur les natifs est référencée Emilia Gastón, née le 2 juin 1904. Le premier cas documenté est celui de l’espérantiste britannique Montagu C. Butler (eo). Celui-ci a documenté en 1921 sa propre expérience. Il a parlé à ses trois enfants uniquement en espéranto et a étudié leur développement linguistique,.

### Évolution

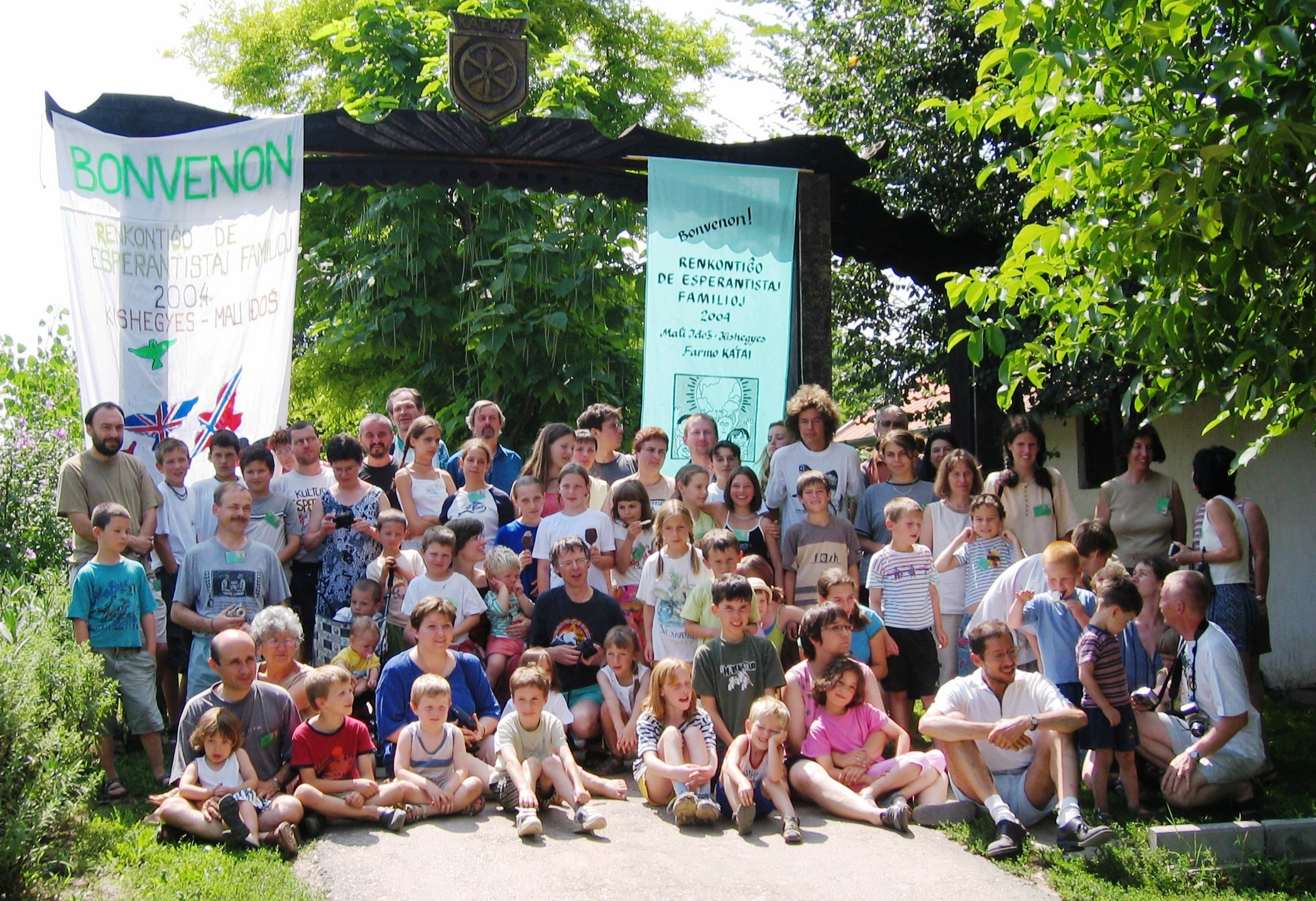
Renkontiĝo de Esperantistaj Familioj de 2004 à Mali Iđoš, en Serbie.

Entre la fin de la Seconde Guerre mondiale et la fin des années 1960, une lettre d’information nommée Gepatra Bulteno (Lettre d’information des parents) a publié les résultats de plusieurs sondages concernant les enfants élevés en espéranto. La lettre d’avril 1957 donnait le nombre de 154 enfants dispersés dans 19 pays,.
Au début des années 1960, une rencontre d’une semaine était organisée pour les enfants espérantophones à proximité du lieu du congrès universel d’espéranto. Dans les années 1970, des rencontres des familles espérantistes (Renkontiĝoj de Esperantistaj Familioj) ont été organisées, à l’initiative d’un espérantiste hongrois. Chacun de ces évènements a accueilli entre 20 et 50 enfants.
En 1987, la lettre d’information Cirkulaĵo por Esperantlingvaj Paroj kaj Familioj (Lettre d’information pour les couples et les familles espérantistes) parait. En 1987, Corsetti estimait le nombre de familles espérantistes à 200,. En 1995, la lettre d’information était envoyée à 283 familles, avec un nombre croissant chaque année. En 1996, Corsetti estimait le nombre de familles espérantistes à plus de 350.

## Enjeux

### Validation de l’espéranto
Une des critiques longtemps émises contre l’espéranto a été son absence de locuteurs natifs.

### Problèmes et particularités liées aux familles espérantistes
Renato Corsetti identifie quatre problèmes et particularités liées aux familles espérantistes.

#### Nationalité
Corsetti affirme que la majorité des familles espérantistes ne sont pas des familles internationales, c’est-à-dire dont les conjoints sont de nationalité différentes. D’après lui, sur les 350 familles dont il a connaissance, au moins deux tiers sont des familles de même nationalité. Ceci vient contredire l’idée populaire dans le mouvement espérantiste selon laquelle la plupart des familles sont internationales

#### Genre
Corsetti note également que dans la plupart des cas, seuls les pères parlent espéranto à leurs enfants, alors que les mères parlent la langue locale ou une langue tierce. D’après lui, dans la littérature sur le bilinguisme chez les enfants, il est établi que le père a un plus faible impact dans la transmission de ses langues, passant moins de temps avec les enfants. Enfin, il note une différence de langage entre les pères et les mères, sans plus de détails.